# Мишка Япончик
Ми́шка Япо́нчик (настоящее имя — Мойше-Яков Вольфович Винницкий; 30 октября (11 ноября) 1891, Одесса — 4 августа 1919, Вознесенск, Херсонская губерния, УНР) — одесский налётчик, анархист.
По одной из версий, прозван Япончиком за характерный разрез глаз; по другой, его прозвище связано с тем, что он рассказал одесским ворам об образе жизни японских воров в городе Нагасаки. Японские «коллеги», по его словам, договорились о единых правилах «бизнеса» и никогда их не нарушали. Винницкий предложил одесситам брать с них пример.

## Биография

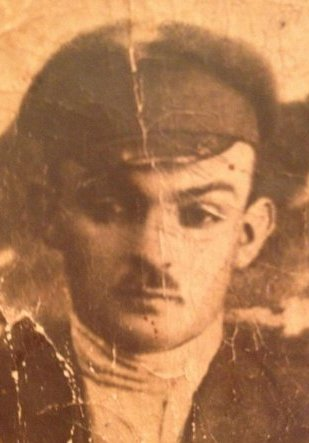
Мишка Япончик

Родился 30 октября (по старому стилю) 1891 года в Одессе на Молдаванке, в семье мизяковского мещанина, фургонщика Меера-Волфа Мордковича Винницкого и его жены Добы, уроженки еврейской земледельческой колонии Килиановка (Багриневская волость Литинского уезда Подольской губернии). При рождении получил двойное имя Мойше-Яков. В 6 лет потерял отца. Работал учеником в матрацной мастерской, одновременно посещая еврейскую школу, затем поступил электриком на одесский завод аэропланов Анатра (отделение на улице Канатной, 22).
Во время еврейских погромов в октябре 1905 года участвовал в еврейской самообороне. После этого присоединился к отряду анархистов-коммунистов «Молодая воля». После убийства полицмейстера Михайловского участка подполковника В. Кожухаря осуждён на смертную казнь, которую несколько лет спустя заменили 12 годами каторги. В тюрьме познакомился с Г. И. Котовским.
Согласно данным исследователя В. А. Савченко, в следственных материалах по делу Япончика числились произведённые в 1907 году совместно с анархистами из «Молодой воли» налёты на мучную лавку Ланцберга и на богатую квартиру Ландера.
Леонид Утёсов, лично знавший Япончика, описал его так:

...Небольшого роста, коренастый, быстрые движения, раскосые глаза — это Мишка «Япончик». «Япончик» — за раскосые глаза...
У Бабеля он — Беня Крик, налётчик и романтик.
У «Япончика» недурные организаторские способности. Это и сделало его королём уголовного мира в одесском масштабе. Смелый, предприимчивый, он сумел прибрать к рукам всю одесскую блатную шпану. В американских условиях он, несомненно, сделал бы большую карьеру и мог бы крепко наступить на мозоль даже Аль Капоне...
У него смелая армия хорошо вооружённых уркаганов. Мокрые дела он не признаёт. При виде крови бледнеет. Был случай, когда один из его подданных укусил его за палец. Мишка орал как зарезанный.

Белогвардейцев он не любит...— 

### Преступная деятельность
В 1917 году вышел на свободу по амнистии, организовал большую банду налётчиков и стал «грозой Одессы». Уже осенью 1917 года банда Япончика совершила ряд дерзких налётов, в том числе ограбив днём Румынский игорный клуб. В новогодние дни 1918 года были ограблены магазин Гольдштейна и сахарозаводчик Ю. Г. Гепнер.
В то же время Япончик организовал так называемую Еврейскую революционную дружину самообороны под предлогом борьбы с возможными погромами и выпустил «воззвание» с призывом грабить «только буржуазию и офицеров». В ноябре 1917 года один из грабителей даже был убит самим Япончиком за ограбление рабочего.
Наладил контакты с одесским анархистским движением. В ноябре-декабре 1917 года в Одессе появилась группа так называемых «анархистов-обдиралистов» («обдирающих буржуазию»); по данным исследователя В. А. Савченко, «обдиралисты» устроили в 1917 году мощный взрыв на Дерибасовской, требуя прекратить самосуды над пойманными бандитами. В декабре 1917 года анархисты и бандиты захватили публичный дом Айзенберга на улице Дворянской, устроив там свой штаб.
В январе 1918 года дружина Япончика совместно с большевиками, анархистами и левыми эсерами участвовала в уличных боях. Бандиты воспользовались этими событиями для налёта на Регистрационное бюро полиции, в ходе которого была сожжена картотека на 16 тысяч одесских уголовников.
12 декабря 1918 года, во время эвакуации из Одессы австро-германских войск, организовал успешное нападение на Одесскую тюрьму, результатом которого был массовый побег заключённых.
В начале 1919 года активно сотрудничал с большевистским подпольем (в том числе через Г. И. Котовского). По словам знакомого с ним Леонида Утёсова, старался избегать убийств и покровительствовал артистам.

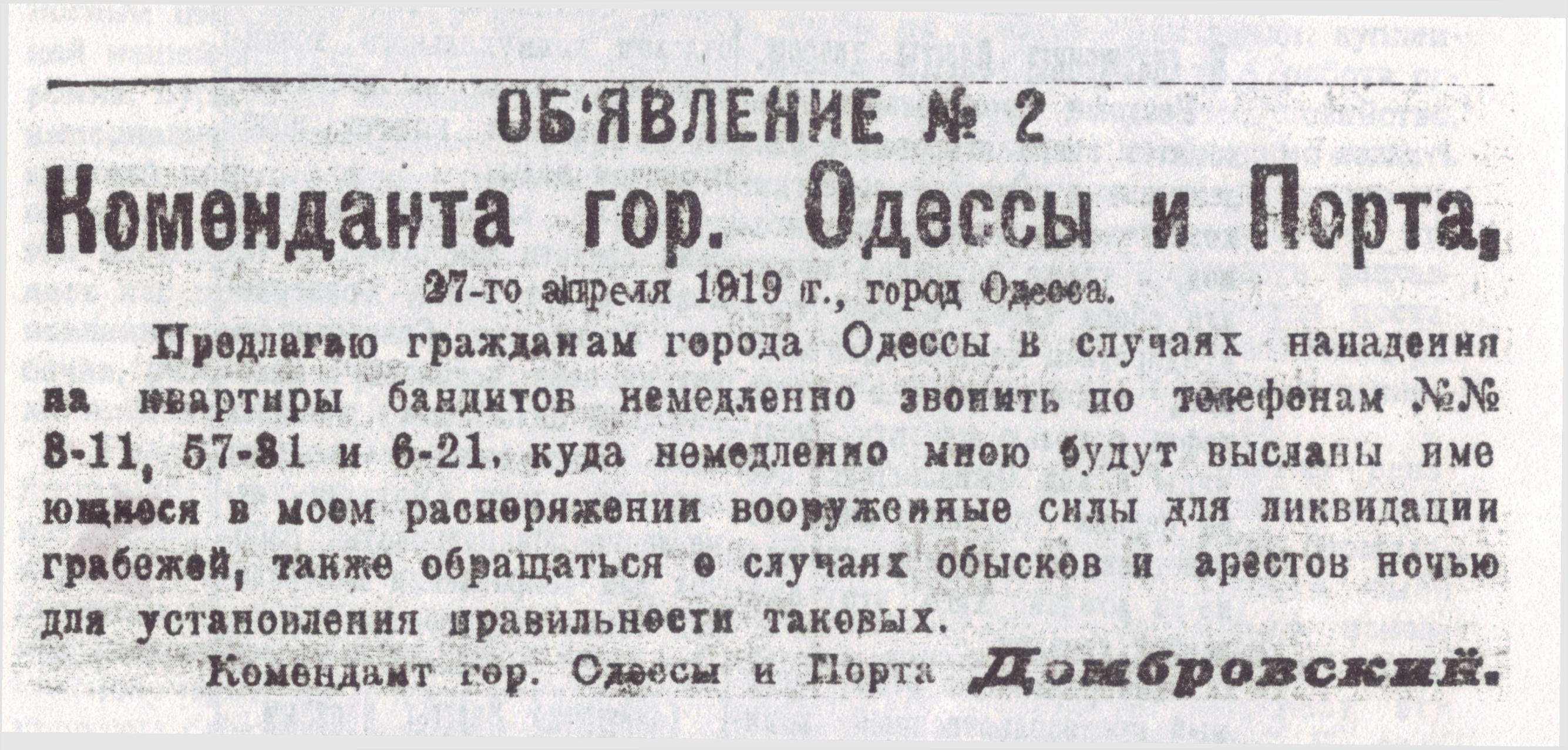
Объявление коменданта Одессы: о налётах бандитов звонить… 1919.

В период франко-греческой интервенции банда Япончика совершила множество новых дерзких ограблений, занималась также похищениями и рэкетом. Ряд предпринимателей, не желавших платить бандитам, были убиты: Масман, Литейман, Энгель. В январе-феврале 1919 года был совершён дерзкий налёт на Гражданское общественное собрание Одессы во время торжественного обеда, также была ограблена квартира княгини Любомирской и номер испанского консула в гостинице «Лондонская».
После того, как в апреле Одесса перешла в руки красных, по некоторым утверждениям, командовал советским бронепоездом № 870932, направленным против атамана Григорьева. В мае 1919 года в Одессе распространились слухи, что Мишка Япончик якобы служит секретарём Одесской ЧК. 28 мая председатель ЧК был вынужден опубликовать опровержение в официальной газете «Известия Одесского совета рабочих депутатов», в котором сообщил, что в действительности секретарём ЧК является Михаил Гринберг, который никакого отношения к Мишке Япончику не имеет.
Заработанные на криминале деньги Япончик вкладывал в реальный бизнес. Например, он купил самый роскошный в Одессе ресторан. При нём функционировало казино и публичный дом. Существует версия, что именно это подтолкнуло его на коллаборацию с властями.

### 54-й полк
В мае 1919 года получил разрешение сформировать в составе 3-й Украинской советской армии отряд, позднее преобразованный в 54-й советский революционный полк имени Ленина. Согласно приказу Одесского окрвоенкомата № 614 от 10 июня 1919 года: «Допускается к исполнению должности командира 54 пехотного полка тов. Винницкий, помощником его тов. Вершинский, комиссарами тт. Зеньков и Фельдман». Адъютантом у него был Мейер Зайдер по кличке «Майорчик», который впоследствии, согласно официальной версии, застрелил Г. И. Котовского. Комиссарами полка были назначены член ВКП(б) Яков Иванович Зеньков и анархист Саша Фельдман. Полк Япончика был собран из одесских уголовников, боевиков-анархистов и мобилизованных студентов Новороссийского университета. Красноармейцы Япончика не имели единой формы, многие ходили в шляпах канотье и цилиндрах, но каждый считал делом чести носить тельняшку.
Попытки наладить в сформированной части «политработу» провалились, так как многие члены РКП(б) отказывались вступать в полк для ведения в нём пропагандистской работы, заявляя, что это опасно для жизни.
Полк был подчинён бригаде Котовского в составе 45-й стрелковой дивизии И. Э. Якира и в июле направлен против войск Симона Петлюры. Перед отправкой в Одессе был устроен пышный банкет, на котором командиру полка Мишке Япончику были торжественно вручены серебряная сабля и красное знамя. Начать отправку удалось только на четвёртый день после банкета, причём в обоз полка были погружены бочонки с пивом, вино, хрусталь и икра.
Дезертирство «бойцов»-уголовников началось ещё до отправки. По данным исследователя В. А. Савченко, в итоге на фронте оказалось лишь 704 человека из 2202. Уже тогда комдив И. Э. Якир предложил разоружить полк Япончика как ненадёжный. Тем не менее, командование 45-й дивизии признало полк «боеспособным», хотя бандиты всячески сопротивлялись попыткам наладить военное обучение.
Первая атака полка в районе Бирзулы против петлюровцев была успешной, в результате чего удалось захватить село Вапнярка и взять пленных и трофеи, но последовавшая на следующий день контратака петлюровцев привела к полному разгрому полка. Уголовники Япончика побросали оружие и сбежали с поля боя. Затем они решили, что уже «навоевались», и в начале августа 1919 года захватили пассажирский поезд, чтобы вернуться в Одессу. Однако поезд до Одессы не дошёл, и 4 августа 1919 года он был остановлен отрядом Красной Армии возле парка Марьина роща, недалеко от железнодорожной станции Вознесенск. Япончик попытался оказать сопротивление — и был застрелен на месте. Оставшиеся «бойцы» 54-го полка были частично перебиты кавалеристами 17-й дивизии Червонного казачества, частично выловлены частями особого назначения. Уцелели немногие, в частности, бывший «начальник штаба» полка, Мейер Зайдер, который через 6 лет застрелил Г. И. Котовского. Кроме того, до 50 человек были направлены на принудительные работы.
По данным исследователя Савченко, Фельдман прибыл на могилу Япончика лишь через четыре часа после похорон и потребовал раскопать её, чтобы удостовериться, что там действительно похоронен Япончик. Через два дня на место прибыл наркомвоенмор Украины Н. И. Подвойский, потребовавший снова вскрыть могилу.
В то же время, согласно архивным данным, в действительности Мишку Япончика расстрелял уездный военный комиссар Никифор Иванович Урсулов. В своём рапорте на имя одесского окружного комиссара по военным делам Урсулов ошибочно назвал Мишку Япончика «Митькой Японцем».
В 2004 году экс-вице-мэр Вознесенска Василий Фёдоров поставил на месте гибели Винницкого памятный знак. Табличка на нём несколько раз становилась жертвой вандализма. В данный момент табличка восстановлена с портретом Мишки Япончика, который отсутствовал на первоначальном виде таблички.

### Семья
У Мойше-Якова Винницкого было пять братьев и сестра. Три брата — Абрам (1897—?), Григорий (Герш, 1905—1944) и Идель (1900—1941) — погибли на фронте во время войны. Брат Исаак умер в Нью-Йорке. Брат Фроим (1898—1903) умер ребёнком. Сестра Евгения умерла в 1919 году.
Жена (с 24 декабря 1917 года) — Цирля Зельмановна (Залмановна) Аверман (27 апреля 1901, Кишинёв — ?) — после смерти мужа, оставив маленькую дочь Удель (Удл, род. 20 сентября 1918) свекрови, уехала с мужем покойной сестры Винницкого за границу. Жила в Индии (Бомбей), затем переехала в Париж.

## В искусстве
- Япончик стал прообразом литературного и кинематографического персонажа — налётчика Бени Крика из «Одесских рассказов» Исаака Бабеля и их постановок на сцене и в кино.
- С начала 1960-х годов в одесском театре музыкальной комедии шла оперетта Оскара Сандлера «На рассвете», где роль Мишки Япончика исполнил Михаил Водяной[25]. Также куплеты Япончика из данной оперетты исполняли Борис Сичкин и Г. Плотник[26]. В фильме «День солнца и дождя» во фрагменте из этой оперетты Мишку Япончика сыграл Михаил Козаков.
- Япончик стал одним из прообразов «Семэна» в некоторых блатных песнях «одесского» цикла 1981—1984 годов Александра Розенбаума.[27]
- Существует песня Михаила Шелега «Памятник Мишке Япончику»[28].
- Мишка Япончик стал героем песен Константина Жилякова (также известен под псевдонимом Костет), Вилли Токарева, Анатолия Могилевского, Вероники Бородиной (также песня известна в исполнении Александра Сурова) и других авторов и исполнителей.
- Михаил Винницкий стал одним из центральных персонажей романа Валерия Смирнова «Гроб из Одессы».
- Историю Мишки Япончика описал Анатолий Барбакару в книге «Гоп-стоп. Одесса бандитская». История Винницкого рассказана по воспоминаниям его друга Лёвы, который был женат на сестре Цирли Аверман, и в преклонном возрасте вернулся в Одессу из Франции. Данный персонаж также появляется в сериале «Жизнь и приключения Мишки Япончика». Его роль исполнил актёр Евгений Ткачук.
- Мишка Япончик стал одним из ключевых персонажей серии «Ретророман» одесской писательницы Ирины Лобусовой.
- Книги о Мишке Япончике писали также Михаил Князев («Мишка Япончик»), Борис Южный («Миша Япончик — легенда Одессы») и другие авторы.

### Киновоплощения
- В 1967 году киностудией Ленфильм был снят фильм «Интервенция», где Мишка Япончик послужил прообразом персонажа Филиппа, роль которого исполнил Ефим Копелян.
- В 1968 году снят фильм «Первый курьер» (СССР-Болгария). Роль Яши Барончика сыграл одессит Николай Губенко.
- Одессит Михаил Водяной исполнил роль Мишки Япончика в советском художественном фильме «Эскадра уходит на запад» (1965).
- В фильме польского режиссёра Юлиуша Махульского «Дежа вю» (1989; СССР-Польша), действие которого происходит в Одессе в 1925 году, есть персонаж Японец, его роль исполнил Николай Караченцов. К биографии Михаила Винницкого данный персонаж отношения не имеет.
- В 1989 году на Одесской киностудии (Первое творческое объединение) режиссером Г. Юнгвальд-Хилькевичем был снят фильм «Искусство жить в Одессе» по мотивам «Одесских рассказов» Исаака Бабеля. Роль Бени Крика, прототипом которого в произведениях И. Бабеля, как считается, является сам Мишка Япончик, сыграл Сергей Колтаков.
- В 1990 году вышел художественный фильм-мьюзикл режиссера Владимира Аленикова «Биндюжник и Король» по мотивам «Одесских рассказов» и пьесы «Закат» Исаака Бабеля. Роль Бени Крика, прототипом которого в произведениях Исаака Бабеля является Мишка Япончик, сыграл певец Максим Леонидов (основатель и лидер группы «Секрет»).
- Персонаж Мишка-Япончик мелькает в биографическом сериале «Утёсов. Песня длиною в жизнь» (2006), в роли — Алексей Горбунов и Михаил Шкловский.
- В 2011 году снят сериал «Жизнь и приключения Мишки Япончика» (в главной роли Евгений Ткачук), никак не претендующий на историческую достоверность и во многом ей противоречащий. Так, отец Япончика скончался, когда Мойше-Якову было около шести лет; Гришина-Алмазова, отстранённого от должности в марте 1919 года военного губернатора Одессы, обстреляли из пулемёта ночью и не Япончик; белых в мае и летом 1919 года вообще не было в Одессе, хотя они находились в городе после разгрома петлюровцев в марте-апреле 1919 года, а когда 23 августа 1919 года они опять вошли в Одессу, Мишки Япончика уже не было в живых, и т. п. Авторы сериала не преследовали цель создать досконально исторически привязанную картину, их целью была история любви по мотивам произведений Бабеля. Также в сценарий попали некоторые сцены из романа Валерия Смирнова «Гроб из Одессы» и книги Анатолия Барбакару «Гоп-стоп. Одесса бандитская».
- В 2018 году вышел украинский сериал «Сувенир из Одессы». Снят по мотивам романа Валерия Смирнова «Гроб из Одессы». Сюжет романа значительно изменён. Роль Мишки Япончика исполнил Артём Алексеев.
- В 2021 году вышла кинотрилогия Игоря Зайцева «Бендер». Она состоит из трёх фильмов: «Бендер: Начало», «Бендер: Золото империи» и «Бендер: Последняя афера». Затем трилогия выйдет в расширенном варианте в качестве телесериала. Одесса переименована в Солнечноморск. В роли Мишки Япончика Никита Кологривый. Здесь очень вольная трактовка образа. Многие детали биографии Винницкого и обстоятельства его гибели изменены.